# 馬茲尼基
49°10′25″N 27°16′37″E / 49.17361°N 27.27694°E

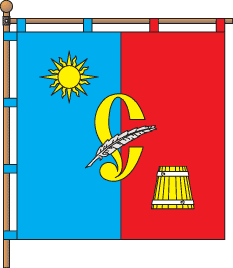
馬茲尼基旗帜

馬茲尼基（烏克蘭語：Мазники）是位於烏克蘭西部的村莊，由赫梅利尼茨基州裡赫梅利尼茨基區的德拉日尼亞市鎮負責管轄。該村始建於1493年，面積3.46平方公里，海拔高度339米，2001年人口714。